# 伝法三千雄
伝法 三千雄（でんぽう みちお、1932年3月30日 - ）は、日本の俳優、声優。京都府京都市出身。10Ants所属。

## 人物
- 1952年、関西小劇場入団[2]。
- 1955年より、アクタープロ所属[2]。
- 1998年より、鳥プロに所属[2]。

## 出演作品

### テレビドラマ
NHK
- オズの魔法使い（1961年）
- ハッピーエンド（1967年）
- 去年の秋（1968年）
- 銀河テレビ小説 鳥獣の寺 第6、7話（1979年）
- 連続テレビ小説
  - 心はいつもラムネ色（1984年）
  - おんなは度胸 第149話（1992年） - 客 役
  - 甘辛しゃん（1997年）
  - あすか 第50話（1999年）
  - ほんまもん（2001年）
- しあわせの国 青い鳥ぱたぱた?（1985年）
- 活動寫眞の女（1999年）

NTV
- 37階の男 第7話「可愛いい猫たちの夜」（1968年）
- 桃太郎侍（高橋英樹版）
  - 第56話「夜空に飛んだ流れ星」（1977年） - 丑松
  - 第68話「浮かれ女も恋をする」（1978年）
  - 第86話「大当り貧乏くじ」（1978年）
- 松平右近事件帳 第39話「梅吉捕らわる」（1983年） - 番頭
- 長七郎江戸日記
  - 第1シリーズ 第35話「さむらい瓦版」（1984年） - 寺男
  - 第3シリーズ
    - 第3話「思い川」（1990年） - 両替商主人
    - 第36話「鳴き砂」（1991年） - 玄庵
    - 第37話「鉄火芸者の心意気」（1991年） - 吉兵衛
- 八百八町夢日記 第1シリーズ
  - SP2「一千両の大勝負」（1989年） - 中塚
  - 第34話「参上!女目付」（1990年）
- 半七捕物帳（里見浩太朗版） 第7話「ろくでなし」（1992年）
- 闇を斬る!大江戸犯科帳 第11話「運命の銃弾」（1993年） - 宗兵衛
- 江戸の用心棒
  - 第1シリーズ 第27話「春一番!江戸っ子娘 」（1995年） - 相模屋
  - 第2シリーズ 第12話「女は度胸の珍商売 」（1995年） - 伝蔵
- さむらい探偵事件簿 第4話「モデルにされた迷探偵」（1996年）

TBS
- 大岡越前
  - 第5部 第13話「消えた千両富くじ」（1978年） - 職人
  - 第6部
    - 第14話「父の死を願った息子」（1982年） - 甚八
    - 第18話「幽霊屋敷を訪ねた女」（1982年） - 職人

  - 第8部 第11話「十手に隠れた悪企み」（1984年）
  - 第10部 第19話「掏った財布で恩返し」（1988年）
  - 第14部 第20話「恥ずべき行い」（1996年）
  - 第15部 第20話「裏切られた友情」
- 水戸黄門
  - 第4部 第23話「泥棒にされた黄門さま」（1973年） - 番人
  - 第6部（1975年）
    - 第8話「孤独の捕縄」 - 村人
    - 第18話「紙を喰う虫」 - 寄合衆
    - 第21話「ど根性河内節」 - 車屋の船頭

  - 第7部 （1976年）
    - 第4話「御用船大爆破!! -石巻-」 - 旅人
    - 第11話「津軽こぎん ‐弘前‐」 - 百姓

  - 第8部 第18話「黄門さまの土蔵破り -堺-」（1977年） - 雲助
  - 第9部 第9話「黄門さまの父子裁き ‐弘前‐」（1978年） - 牢番
  - 第10部 第9話「三人の無法者 -新城-」（1979年）  - 番太
  - 第11部 第26話「一陽来復 水戸の春 -岩槻・水戸-」（1981年）  - 五平
  - 第12部 第20話「悲願叶えた糸車 -峰山-」（1982年） - 飯屋の亭主
  - 第14部 第22話「主人を救った献上銘菓 -長岡-」（1984年） - 飲み屋の親爺
  - 第16部 
    - 第2話「闇に仕掛けた皆殺しの罠 -府中-」（1986年） - 百姓
    - 第18話「悪が群がる隠し銀山 -大森-」（1986年） - 百姓
    - 第38話「命を賭けた用水路 -小山-（1987年） - 茂平

  - 第17部 第17話「黄門様のおしのび指南」（1987年）
  - 第18部（1988年）
    - 第11話「姫様 馬子が瓜二つ」
    - 第15話「女意気地の博多織」

  - 第19部 第3話「鬼と呼ばれて恩返し」（1989年）
  - 第20部 第4話「偽黄門は正義の味方」（1990年）- 番頭文平
  - 第21部
    - 第1話「悪鬼が巣喰う岡崎城（2時間スペシャル）」（1992年）- 袋田の百姓
    - 第19話「恋を実らす占い合戦」（1992年）- 茶屋の亭主

  - 第22部 第18話「娘が綺麗になる方法」（1993年） - 野菜売人
  - 第30部 第7話「津軽と南部 両藩公に物申す!」（2002年）
- 江戸を斬る
  - 江戸を斬るII 第14話「危うし紫頭巾」（1976年）
  - 江戸を斬るIII 第4話「強請に使った贋金」（1977年）

CX
- 銭形平次
  - 第83話「なでしこ悲抄」（1967年）
  - 第167話「献上氷秘話」（1969年） - 幸助
  - 第262話「黄金の罠」（1971年）
  - 第295話「餅搗き音」（1971年）
  - 第377話「歪んだ花芯」（1973年） - 綱八
  - 第405話「だるま長屋殺人事件」（1974年） - 吉兵衛
  - 第434話「御典医の夢」（1974年） - 茂十
  - 第480話「三十六番目の若様」（1975年） - 蚤の市
  - 第493話「甘い凶器を追え」（1975年） - 亀造
  - 第519話「騙しちゃいけねえ」（1976年） - 薬売り
  - 第549話「闇夜の証人」（1976年） - 新蔵
  - 第574話「大泥棒平次」（1977年） - 留吉
  - 第605話「勤続三十年」（1978年） - 乾物屋
  - 第724話「猫の毛」（1980年）
- ぶらり信兵衛 道場破り 第42話「わらじ」（1974年）
- 夫婦旅日記 さらば浪人 第2話「春の城下町」（1976年）
- 鬼平犯科帳（中村吉右衛門版）
  - 第1シリーズ 第11話「狐火」（1989年） - 山田屋孫兵衛
  - 第2シリーズ スペシャル「雲竜剣」（1990年）
  - 第3シリーズ 第1話「鯉肝のお里」（1991年）
  - 第4シリーズ 第14話「ふたり五郎蔵」（1993年）
  - 第5シリーズ 第12話「艶婦の毒」（1994年）
- 神谷玄次郎捕物控 第6話「神隠し」（1990年）

NET→ANB
- 用心棒シリーズ
  - 俺は用心棒
    - 第1シリーズ 第13話「雷雨の日に」（1967年）
    - 用心棒シリーズ 俺は用心棒 第12話「暁に染まるころ 」（1969年）

  - 待っていた用心棒 第1話「剣を抱いた十人の客」（1968年）
  - 帰って来た用心棒 第20話「白い目じるしの宿」（1968年）
- 旅がらすくれないお仙 第8話「送ってあげたいあなた」（1968年）
- 素浪人 花山大吉
  - 第8話「棺桶かついで笑っていた」（1969年）
  - 第38話「天から小判が降ってきた」（1969年）
  - 第43話「仇討ちばなしは臭かった」（1969年）
  - 第94話「お墓に小判が眠っていた」（1970年）
- 燃えよ剣 第10話「堀川の夜雨」（1970年） - 籠かき
- 紅つばめお雪 第10話「いい奴、欲っ張り」（1970年）
- さむらい飛脚 第9話「海賊の遺産」（1971年）
- 遠山の金さん
  - 遠山の金さん捕物帳
    - 第51話「白州で抱かれた女」（1971年） - 善助
    - 第60話「わらべ唄に狂う女」（1971年） - かごかき
    - 第110話「あの世から招く女」（1972年）
    - 第121話「島送りを志願した女」（1972年）
    - 第142話「七万石を拾った男」（1973年） - 良太の父

  - ご存知遠山の金さん
    - 第5話「鬼女の涙」（1973年）
    - 第18話「弁慶の泣きどころ」（1974年）
    - 第41話「折鶴は知っている」（1974年）

  - ご存じ金さん捕物帳 第16話「芝居のいのち火」（1975年）
  - 遠山の金さん 第18話「島帰りを探れ!!」（1976年）
- 世なおし奉行 第21話「黄金の罠」（1972年）
- 長谷川伸シリーズ 第22話「抱き寝の長脇差」（1973年）
- 素浪人 天下太平 第24話「どんぐりころころ一人旅」（1973年） - 鹿松
- いただき勘兵衛 旅を行く 第1話「神も仏もあったとさ」（1973年）
- 長七郎天下ご免! 第63話「無法の熊は笑って散った!」（1981年） - 寅松
- 暴れん坊将軍
  - 暴れん坊将軍III 第75話「痛快! 天下を正す目安箱」（1989年） - 竹上出雲守
  - 暴れん坊将軍IV 第33話「頑張れ! 登城拒否侍」（1991年） - 義助
- 将軍家光忍び旅 第13話「決闘!子の刻参上」（1990年） - 六蔵

12ch→TX
- 紫頭巾 第12話「この女一万両なり」（1972年）※伝法三千男名義
- 疾風同心 第20話「娘を狙う恐怖の牙」（1979年） - 伝六
- 斬り捨て御免! PART3 第13話「生き地獄女悪鬼の棲む館」（1982年）
- 眠狂四郎無頼控（1983年）
  - 第7話「毒婦異聞 殺しを囁く女」
  - 第18話「なみだ旅 母を求める子守歌」
- 大忠臣蔵 第三部 「浪士の危機」（1989年）
- あばれ八州御用旅
  - 第1シリーズ 第11話 「東洲斉写楽を斬れ!」（1990年） - 徳平
  - 第2シリーズ 第17話 「女郎花は咲かず」（1991年） - 甚平
- 参上! 天空剣士 第20話「走れ! 月太郎」（1990年）
- 月影兵庫あばれ旅 第12話「京の都の鬼を斬れ!」（1990年）
- 鞍馬天狗 第27話「両雄対決」（1991年）

YTV
- 風船逃げるな（1976年） - 作業員

MBS
- 影同心II 第19話「御用地図強奪」（1976年）
- 東芝日曜劇場 第1328話「哀愁のやもめたち」（1982年）
- 夏の旅情サスペンス 京都・隠岐殺人事件（1998年）
- いのちの現場から7（2003年）

KTV
- イガグリくん（1960年）
- 奇妙な夫婦（1961年）
- 人 第2回「でもやっぱり」（1962年）
- ミスター・シャネル（1965年）
- どてらい男 第10話「食うか食われるか」（1973年）
- それいけ!ズッコケ三人組 第30話（1985年）
- 京都サスペンス 芙蓉の花は血の色（1987年）

ABC
- 部長刑事
  - 第57話「ぶどう畠を突っ走れ」（1959年）
  - 第59話「狼は6の日に来る」（1959年）
  - 第66話「足を洗った男」（1959年）
  - 第99話「死者は夜訪ずれる」（1960年）
  - 第167話「赤い花瓶のアリバイ」（1961年）
  - 第173話「あの星をねらえ 後編」（1962年）
  - 第193話「22時の告白」（1962年）
  - 第226話「めしくい」（1963年）
  - 第243話「ちんころ師」（1963年）
  - 第271話「釜ヶ崎銀座」（1963年）
  - 第361話「浮気は御用心」（1965年）
  - 第377話「けったいな曲者」（1965年）
  - 第400話「淀川流域」（1966年）
  - 第404話「背後の死」（1966年）
  - 第432話「鬼門の方角」（1967年）
  - 第448話「山狩り」（1967年）
  - 第557話「ドヤ街へ潜入せよ」（1969年）
  - 第567話「マイホーム悲歌（エレジー）」（1969年）
  - 第590話「仁清の壺」（1970年）
  - 第615話「西成の女」（1970年）
  - 第662話「手術室」（1971年）
  - 第681話「枯れた垣根の家」（1971年）
  - 第694話「殺意-ある少年の場合」（1972年）
  - 第722話「シャバはこわい」（1972年）
  - 第743話「ピンキー・アニマル春の大暴走」（1973年）
  - 第783話「幻の殺人者」（1973年）
  - 第802話「閉ざされた部屋」（1974年）
  - 第815話「覗き見た男」（1974年）
  - 第830話「兇悪犯は射殺された!」（1974年）
  - 第896話「人間兇器」（1975年）
  - 第906話「出口のない地下駐車場」（1976年）
  - 第925話「海の鎮魂歌」（1976年）
  - 第990話「ミオの日記」（1977年）
  - 第1010話「雪崩」（1978年）
  - 第1031話「グリーン・ガール」（1978年）
  - 第1051話「第3房 留置人」（1978年）
  - 第1064話「自殺少年」（1978年）
  - 第1134話「犯罪25時・悪魔たちの夜」（1980年）
  - 第1158話「謹賀新年・赤いネクタイのデカ長」（1981年）
  - 第1176話「ワルの恩がえし」（1981年）
  - 第1190話「シャブ汚染は今…」（1981年）
  - 第1203話「劇作家・倉本修の犯罪」（1981年）
  - 第1228話「浪花の女無法松」（1982年）
  - 第1258話「女・マッサージ師哀歌」（1982年）
  - 第1269話「海のない港で……」（1983年）
  - 第1508話「病棟の天使たち」（1987年）
- 必殺シリーズ
  - 必殺仕掛人 第23話「おんな殺し」（1973年） - 佐助
  - 必殺仕置人 第16話「大悪党のニセ涙」（1973年） - 源太
  - 新・必殺仕置人 第31話 「牢獄無用」（1977年） - 囚人
  - 必殺仕事人 第68話「願い技奉納絵馬呪い割り」（1980年）
  - 新・必殺仕事人 第7話「主水 女の気持わかります」（1981年） - 嘉助
  - 必殺仕事人III 第4話「火つけを見たのは二人のお加代」（1982年）
  - 必殺仕事人意外伝 主水、第七騎兵隊と闘う 大利根ウエスタン月夜（1985年）※伝法三千夫名義
  - 必殺橋掛人 第6話「本所の七不思議を探ります」（1985年） - 百姓
  - 必殺仕事人V・激闘編（1986年）
    - 第14話「せんとりつ不倫する」 - 三五郎
    - 第30話「主水、年上妻にあこがれる」

  - 必殺仕事人V・旋風編 第2話「りつ、ハウスマヌカンになる」（1986年）
  - 必殺剣劇人 第3話「むふふ、バカめ!」（1987年）
- 助け人走る 第4話「島抜大海原」（1973年）※伝法三千夫名義
- 斬り抜ける 第8話「女が愛にゆれるとき」（1974年） - 棺桶屋
- 赤かぶ検事奮戦記
  - 赤かぶ検事奮戦記II 第5話「火魔走る」（1981年）
  - 赤かぶ検事の逆転法廷 第2話「証人はアイドル」（1992年）
- いい話みつけ旅（1988年）
- 土曜ワイド劇場
  - 古代舞の女 奈良古墳殺人事件（1988年）
  - 南紀釣り人殺人事件（1992年）

TVO
- 家族の条件〜優子の青春物語〜（1994年）

### テレビ番組
- その時歴史が動いた（NHK）

### 映画
- 極道ペテン師（1969年、日活） - エロ事師
- 火垂るの墓（1988年、東宝）

### 舞台
- シアターアンツ第28回公演「寿（ヒトシ）と三人の英霊」（2013年） - 主演

### テレビアニメ
- じゃりン子チエ（MBS） - おジィ[1]
  - じゃりン子チエ（1981年 - 1983年[1][4]）
  - チエちゃん奮戦記 じゃりン子チエ（1991年 - 1992年[1][5]）

### パチンコ
- じゃりン子チエ（おジィ）

### その他
- 鞍馬天狗のお年寄りの交通安全(2002年、東映教育映像部) - タケウチ